# 源氏恋絵巻
『源氏恋絵巻』（げんじこいえまき）は、QuinRoseより2015年9月17日に発売されたPlayStation Vita用恋愛アドベンチャーゲーム。

## 概要
紫式部の『源氏物語』を男女逆転させたような内容になっているが、主人公は光源氏にあたる人物「光の宮」の女房という設定である。

## あらすじ
主人公の千影は、帝の娘である光の宮に仕える女房。
ある日、主人である光の宮が置手紙を置いて突然失踪してしまう。女房仲間である惟と共に主人を捜すが、どこにもいない。途方に暮れ、寂しさに心を震わせる千影だったが、事が明らかになれば主人の評判は落ち、仕えていた女房たちは全員解雇されることになってしまう。それを避けるべく、彼女は光の宮の代役を務めることを決意した。
光の宮の婚約者候補であり「月光五君子」と呼ばれる五人の美男子との逢瀬にてんてこ舞いになるが、さらに最近宮中に入ってきたという謎の完璧貴公子・紫の君や、光の宮の幼馴染の陰陽師・常盤とかかわっていくことに…。

## 登場人物
千影（ちかげ）
本作の主人公。
宮中で帝の愛娘・光の宮に仕える女房。主人と外見がそっくり。
身分の高い家の生まれではなかったが、幼い頃、京の街で光の宮に見出され、宮中に上がる。
主人のことが何よりも大切。逆に自分のことはそれほど考えたことがない。
突然行方不明になった主人の身代わりとなり、光の宮とその女房たちの居場所を守ろうとしている。
名前は変更可能。
紫の君（むらさきのきみ）
声 - 下野紘
まだ若いのに帝の直属の臣下を務めている、頭脳明晰で容姿端麗な青年。
穏やかな性格で、完璧な貴公子として宮中の女子に人気上昇中なのだが、実は…？
女房姿の千影を一目見て、恋をする。
藤壺と親戚。
月光五君子
葵の君（あおいのきみ）
声 - 石川界人
左大臣の息子。
身分や地位を重視しており、冷徹な印象を受ける。
皮肉屋で、光の宮とはよく舌戦を繰り広げていた。
夕顔と親戚で、なんだかんだ言って仲が良い。
明石の君（あかしのきみ）
声 - 逢坂良太
須磨出身の、穏やかで優しい性格の好青年。
田舎者だということに劣等感を持っているが、楽器（特に琵琶）の才に秀で、帝もその腕を買っている。
癖の強い月光五君子の良心的な存在であり、癒し系。
他の月光五君子や紫の君、常盤のことを尊敬している。
朧月夜の君（おぼろづきよのきみ）
声 - 木村良平
右大臣の息子。
月光五君子の一人であるにもかかわらず、宮中では色男として名が知れている。
光の宮以外の数多の姫のところにも通う、軽い青年。
しかし仕事はできる。帝にも信頼されていて、重要な任務も任せられている。
夕顔の君（ゆうがおのきみ）
声 - 小野賢章
左大臣家出身。
月光五君子の（自称）可愛い担当。
実際とても可愛い顔をしている。本人もそれを自覚し、数多くの場面で利用している。
人をからかったりするのが好き。子どもっぽいが、それと反し、たまに大人びた一面を見せることも。
葵は親戚で、懐いている。
六条の君（ろくじょうのきみ）
声 - 蒼井翔太
光の宮の親戚。
陰陽師でもないのに何故か呪術に精通しており、生霊となることができる。
人が痛がっている姿や歪んだ顔を見るのが好きだというとんでもない性格。
突拍子もなく「呪い殺すよ」などとよく口にする。
千影を驚かせたりからかったりしては楽しんでいる。
常盤（ときわ）
声 - 中井和哉
宮中お抱えの凄腕陰陽師で、光の宮の幼馴染。
ぶっきらぼうだが面倒見が良く、主人の身代わりをすることになった千影の様子をちょくちょく見に来ている。
千影に「光の宮の身代わり」を提案した張本人。
桜の式神の「さくら」を召喚し、千影と惟に与えた。
惟（ゆい）
声 - 村田綾野
千影の同僚。光の宮に仕えている。
明るい少女で、主人の身代わりに苦労している千影をいつも気にかけてくれる。小柄だが逞しい（図太い？）性格。
和歌を詠むのが苦手。
光の宮（ひかるのみや）
声 - 桑原由気
千影と惟が仕える主人で、帝の溺愛している姫君。
才色兼備であり、葵と皮肉を交わせるほど機転もきく。
殿方からとても人気があるが、通わせているのは月光五君子の五人のみ。
何故か突然失踪し、行方不明となった。
藤壺（ふじつぼ）
声 - 山谷祥生
女子に人気の高い、穏やかな貴公子。余裕のある大人の男性。
昔は宮中で光の宮の教師をしていたが、今は須磨に下がっている。
紫の君の親戚。身分はそれほど高くない。